# Bordum (Wurtendorf)
Bordum war ein friesisches Wurtendorf und Kirchspiel am Jadebusen, das im Januar 1511 durch die Antoniflut vernichtet wurde.
Der Ort, an dem sich einst das dörfliche Leben abspielte, liegt heute jenseits des Deiches im Watt.

## Geschichte

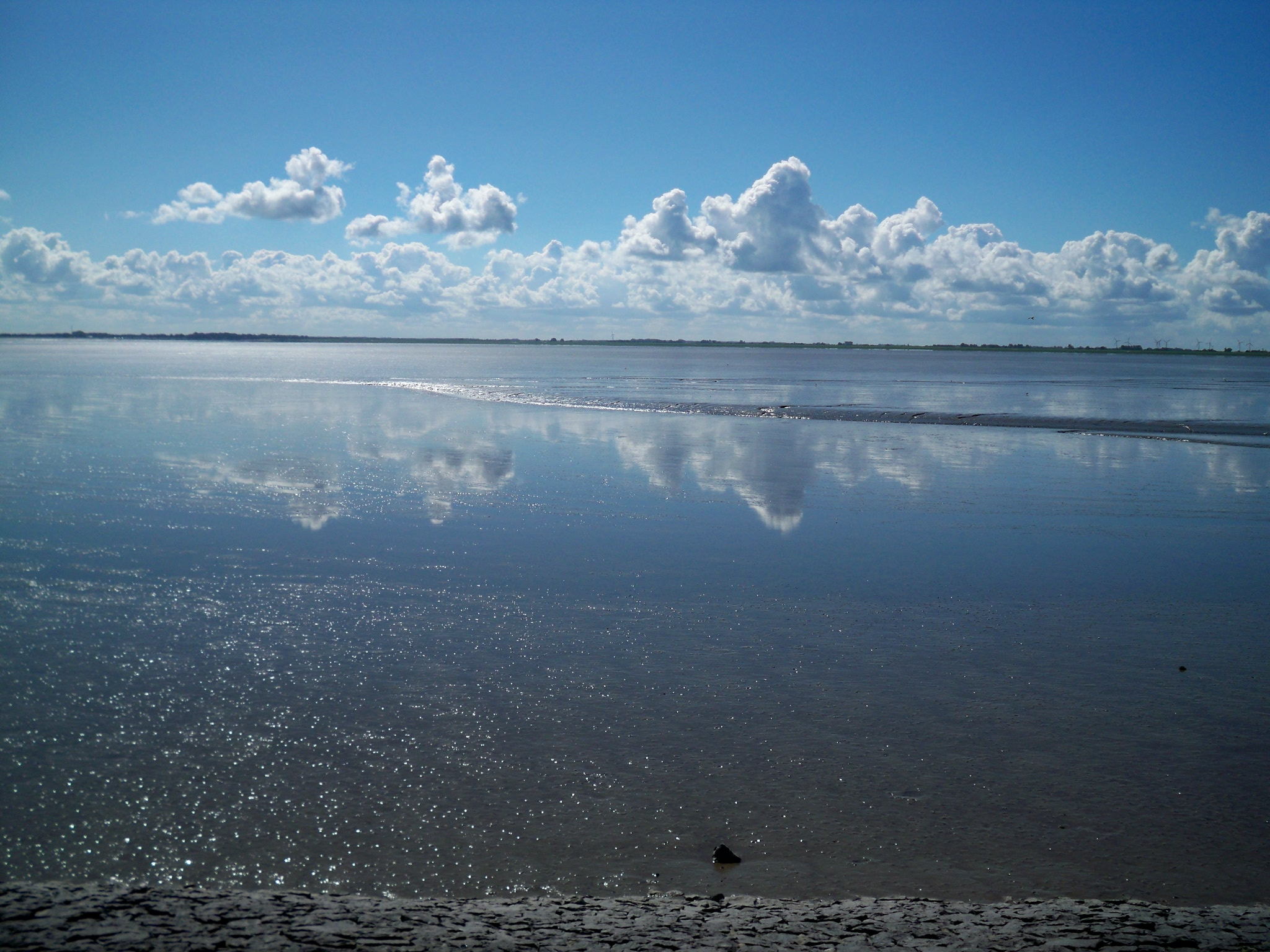
Blick auf den Bordumer Sand

Wie eine Kette bauten die Friesen Wurten als Niederlassungen entlang der Küste. Sie waren jeweils einen halben bis zwei Kilometer voneinander entfernt. Als die Sturmfluten immer höher anrollten, verband man die Wurten durch Deiche. Die Bordumer hatten jedoch versäumt, die Deiche zu stabilisieren und zu festigen. So wurde das heutige Gebiet des Jadebusens wiederholt leichte Beute der Sturmfluten, denn es war überwiegend Moor, das vom Wasser aufgebrochen und weggeschwemmt wurde. In der Nacht vom 16. auf den 17. Januar 1511 ließ ein schwerer Sturm das Wasser zu einer sehr hohen Flut auflaufen. Diese Sturmflut, die als Antoniflut in die Geschichte der Nordseeküste eingegangen ist, hat die Deiche zerstört, indem sie das noch vorhandene Eis immer wieder dagegentrieb. Hier bestand die Johanniterkommende Hoven. Bordum und zahlreiche andere Dörfer in der Umgebung mussten in der Folge aufgegeben werden.
An den Namen des ehemaligen friesischen Dorfes erinnern heute nur noch die Bordumer Straße in Dangast, der Bordumplatz in Wilhelmshaven, die Marineanlage Bordum, das Naturschutzgebiet Bordumer Busch sowie der Bordumer Sand. Dort stand vermutlich das Kirchenschiff, denn bei Grabungen wurden an dieser Stelle Reste von Bauschutt und menschlichen Gebeinen gefunden.